# NHK 기후 방송국

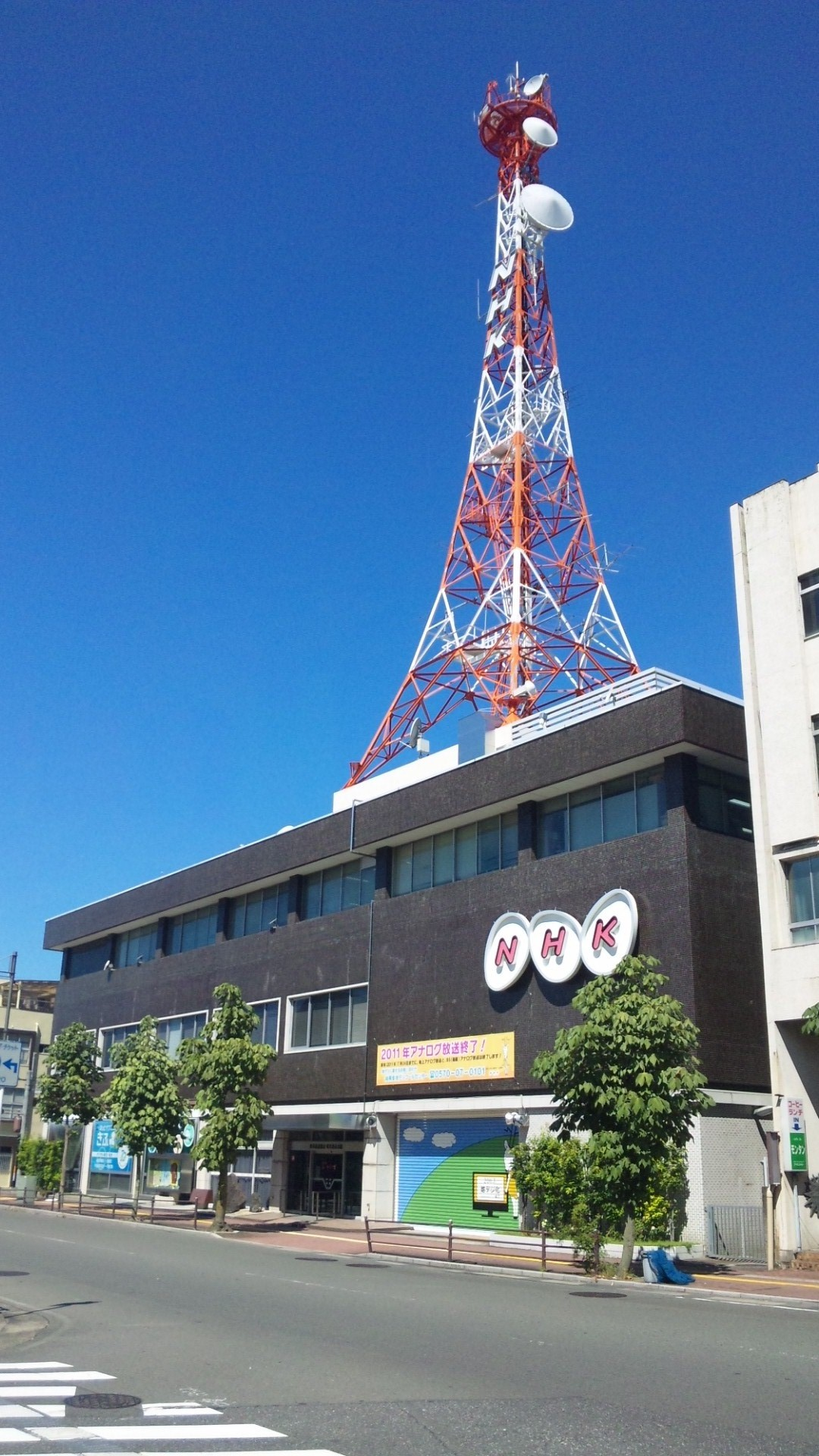
NHK 기후 방송국

NHK 기후 방송국(岐阜 放送局)은 기후현을 방송구역으로 하는 NHK의 지역방송국이며 FM라디오·텔레비전 방송을 담당하고 있다.

## 개요
- 2006년경에 방송국장으로 PD출신 여성이 올라온 적이 있었으며 현재 그 방송국장은 시코쿠 지역 거점 방송국 NHK 마쓰야마 방송국 국장으로 취임하면서 NHK 최초로 거점방송국국장이 된 여성으로 기록되어 있다.
- 현역 종합 텔레비전 방송국이 설치되기 전 기후 방송 텔레비전 방송국에서 NHK뉴스를 "기후 방송 뉴스"라는 제목으로 방송하고 있었다.

## 연혁
- 1940년 9월 1일　개국
- 1971년 3월 26일　현역 FM 방송 개시. 이에 기후지역에 설치된 FM중계국의 관리권이 나고야 방송국에서 기후 방송국으로 이관되었다.
- 1973년 2월 17일　UHF 전파를 이용한 현역 종합 텔레비전 방송 개시. 이에 기후지역에 설치된 기후 현내의 TV중계국의 관리권이 나고야 방송국에서 기후 방송국으로 이관되었다.(교육 텔레비전은 계속 나고야 방송국 담당)
- 2004년 11월 1일　현역 지상파 디지털 텔레비전 방송 개시.
- 2011년 7월 24일 - 지상파 아날로그 텔레비전 방송 종료

## 채널·주파수
- 종합 텔레비전 기후본국 29ch(JOOP-DTV)
- FM방송 기후본국 83.6MHz(JOOP-FM) 출력:1kW

※교육 텔레비전과 라디오 제1·제2 라디오 방송은 NHK 나고야 방송국이 방송을 담당하고 있다.

## 기후현에 있는 다른 텔레비전·라디오 방송국
- 기후 방송(GBS)(독립 텔레비전·라디오 방송국)
- 기후 FM방송(JFN 계열)